# 潘鐸
潘鐸（1464年—？），字伯振，河南卫辉府新乡县人，民籍，明朝政治人物。

## 生平
河南鄉試第七十五名舉人。弘治十二年（1499年）中式己未科會試第二百六十九名，三甲第八十三名進士。十五年十月授兵科給事中，十七年九月劾奏兵部尚書劉大夏违旨迟误，大夏因引罪乞休。正德元年（1506年）七月升禮科右給事中，二年九月升本科都，出为漢中府知府，六年二月升山西右参政，丁憂歸。服闋，十年五月复除浙江右参政，十五年十一月升本省右布政使，不久致仕。嘉靖二年（1523年）十一月因其子仕鲁藏匿罪人王锦，被革职为民。

## 家族
曾祖潘從義；祖潘敬；父潘虎。母馬氏。具庆下。弟潘锐。